# هيروشي تاكاهاشي (مانغاكا)
هيروشي تاكاهاشي (باليابانية: 高橋ヒロシ) هو مانغاكا ياباني، ولد في 12 ديسمبر 1965 في إيزوبانغه ‏ في اليابان.

## روابط خارجية
- هيروشي تاكاهاشي (مانغاكا) على موقع ANN person (الإنجليزية)